# Lost in Yesterday
=Recorded : 2018
"Lost in Yesterday" es una canción del proyecto musical  psicodélico australiano Tame Impala. Es la octava pista en el álbum The Slow Rush de 2020, y fue lanzada como su cuarto sencillo el 8 de enero de 2020. La canción fue escrita por Kevin Parker, quien ejecutó todos los instrumentos y partes vocales.
El sencillo alcanzó el número uno en la lista de Canciones Alternativas para Adultos de Billboard, convirtiéndose en la primera canción de Tame Impala en puntear una lista al aire en los Estados Unidos. También llegó al número 78 en la Lista de Sencillos Irlandesa, al número 2 en la lista de Canciones Alternativas de Billboard, volviéndose la canción con mayores ingresos de la lista, y el número 5 en la lista de Canciones de Rock.
La canción fue votada al quinto lugar en el australiano Triple J Mejores 100 del 2020,el cual fue retransmitido el 23 de enero de 2021.

## Vídeo musical
El vídeo musical, dirigido por Terri Timely, describe la recepción de una boda que es inicialmente sombría pero se vuelve iterativamente más alegre y majestuosa, mientras los participantes se vuelven más saludables, más felices y más numerosos conforme la escena parece devolverse por diferentes eras. Al final, la dama de honor original y la madre entran a la boda y atacan a sus reemplazos.

## Listas

### Listas semanales
| Lista (2020)                                          | Posición más alta |
| ----------------------------------------------------- | ----------------- |
| Australia (ARIA)                                      | 65                |
| Bélgica (Ultratip Flanders) [13]                      | 4                 |
| Bélgica (Ultratip Wallonia) [14]                      | 22                |
| Canadá Rock (Billboard) [15]                          | 23                |
| Irlanda (IRMA) [5]                                    | 78                |
| Portugal (IRMA) [16]                                  | 129               |
| UK Singles( OCC) [17]                                 | 89                |
| EE. UU. Canciones de Rock Caliente & Alternativas [6] | 5                 |
| EE. UU. Rock Airplay (Billboard) [18]                 | 2                 |

### Listados de fin de año
| Lista (2020)                                               | Posición |
| ---------------------------------------------------------- | -------- |
| EE. UU. Rock Caliente & Canciones Alternativas (Billboard) | 22       |
| Rock de EE.UU. Airplay (Cartelera)                         | 9        |